# Парийо, Анн

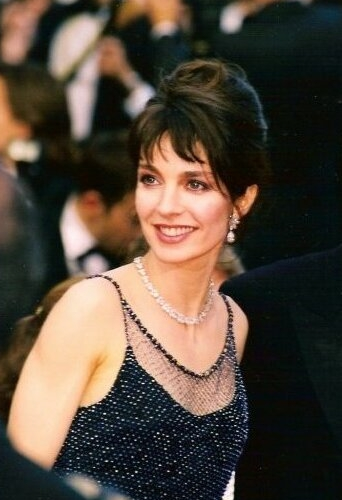
Парийо на Каннском кинофестивале (2008)

Анн Парийо́ (фр. Anne Parillaud [an paʁiˈjo]; род. 6 мая 1960, Париж) — французская актриса.

## Биография
Родилась 6 мая 1960 года в Париже. В кино с 16 лет. В начале карьеры снялась в двух фильмах Алена Делона («За шкуру полицейского» и «Неукротимый»).
Наибольшую известность Анн Парийо принесла главная роль в фильме Люка Бессона «Никита». Успех «Никиты» открыл актрисе путь в Голливуд. Первой заокеанской работой для Парийо стал фильм Джона Лэндиса «Кровь невинных».

## Личная жизнь
Состояла в длительных отношениях с Аленом Делоном.
Первый брак — муж Люк Бессон. Дочь Джульетта.
С 2005 по 2010 год была замужем во второй раз за Жаном-Мишелем Жарром.

## Избранная фильмография
- «Любовь песка»  / Un amour de sable (1977)
- «Отель у пляжа» / L’Hôtel de la plage (1978)
- «Послушай…» / Écoute voir… (1979)
- «Девчонки» / Girls (1980)
- «Патриция» / Patrizia (1980)
- «За шкуру полицейского» / Pour la peau d’un flic (1981) — Шарлотта, секретарша детектива Шукаса
- «Неукротимый» / Le Battant (1983) — Натали
- «Жюийе в сентябре» / Juillet en septembre (1988)
- «Который час?» / Che ora è? (1989 год в кино|1989) — Лоредана
- «Никита» / Nikita (1990) — Никита
- «Кровь невинных» / Innocent Blood (1992)
- «Карта человеческого сердца» / Map of the Human Heart (1992)
- «Шесть дней, шесть ночей» / À la folie (1994)
- «Звёзды Фрэнки» / Frankie Starlight (1995)
- «Время действовать» / Passage à l’acte (1996)
- «Мёртвая девушка» / Dead Girl (1996)
- «Человек в железной маске» / The Man in the Iron Mask 1998) — Анна Австрийская
- «Никита-двойная жизнь» / Shattered Image (1998)
- «Два убийцы» (1998)
- «Одна за всех» (1999)
- «Гангстеры» / Gangsters (2002)
- «Интимные сцены» / Sex Is Comedy (2002)
- «Земля обетованная» (2004)
- «35 с небольшим» (2005)
- «Маркиза тьмы» (2010)
- «Новеллы Мопассана» (телесериал, новелла «Иветта») / Chez Maupassant (Yvette, 2011)
- «Балерина» (2025)